# Muhoroni
Muhoroni är en stad i distriktet Nyando i provinsen Nyanza. Centralorten hade 14 806 invånare vid folkräkningen 2009, med totalt 34 457 invånare inom hela stadsgränsen.